# Gerberviertel (Stuttgart)

Lage des Gerberviertels in Stuttgart‑Mitte

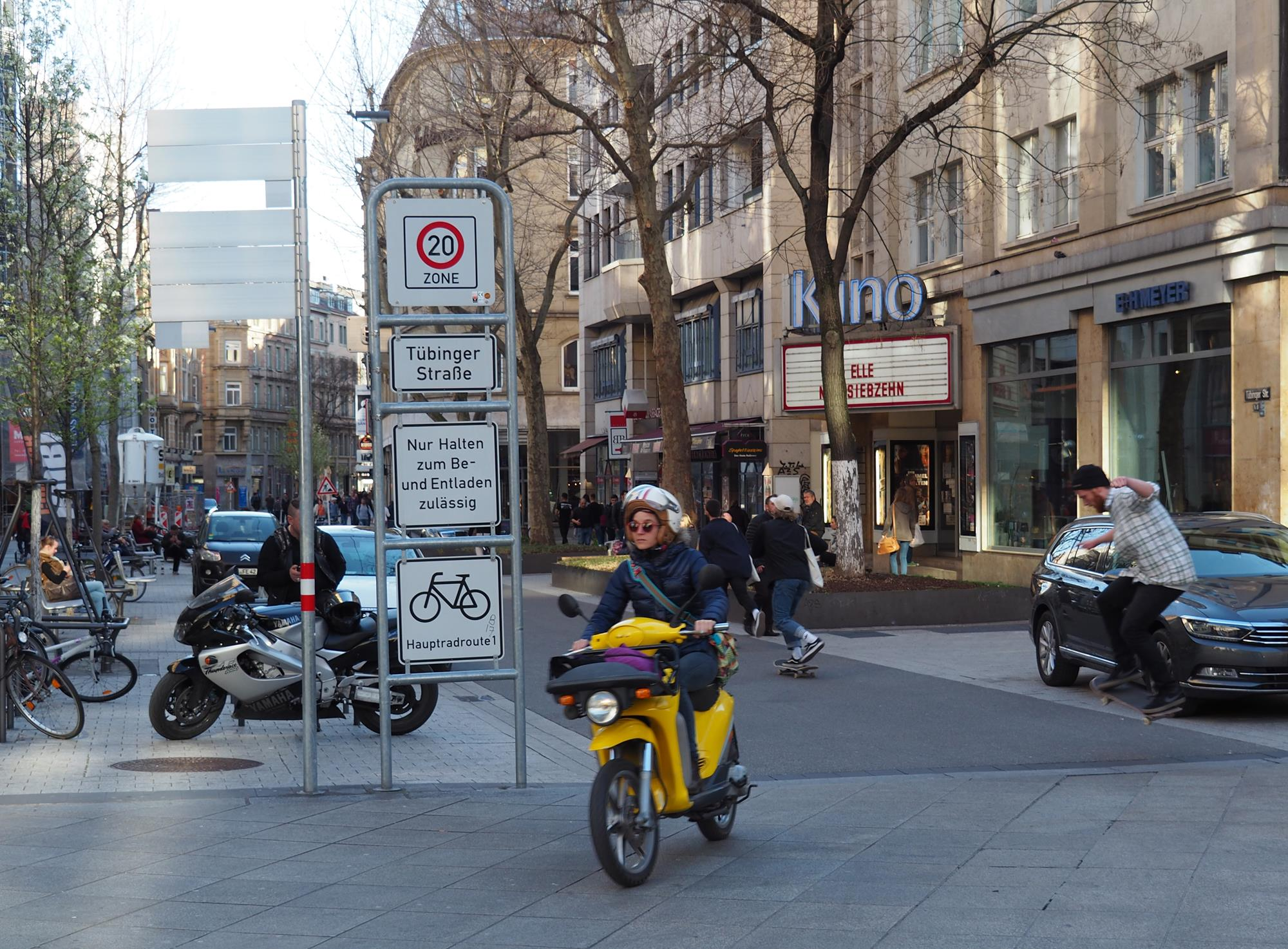
Blick in die Tübinger Straße

Das Gerberviertel liegt im Süden des Stuttgarter Stadtbezirkes Mitte und ist Teil des Stadtteils Rathaus. Umrahmt wird das Innenstadtquartier von den Bundesstraßen 14 (Hauptstätter Straße) und 27a (Paulinenstraße, Rotebühlplatz). Die nördliche Begrenzung wird durch die Eberhardstraße und die Torstraße gebildet. Im Süden grenzt das Gerberviertel an die Stadtbezirke Süd und West. Im Norden bindet die Stuttgarter Haupteinkaufsstraße Königstraße direkt an das Gerberviertel an.

Die beiden Hauptstraßen durch das Viertel sind die Tübinger Straße und die Marienstraße. Beide gelten als Einkaufsstraßen.

Zwischen Tübinger Straße und Marienstraße befindet sich das Stadtkaufhaus Gerber.

Das historische Gerberviertel hat seine Wurzeln entlang des Nesenbaches. Dieser verläuft heute unterirdisch und ist aus dem Stadtbild verschwunden.

## Geschichte
Das Gerberviertel ist ein relativ junger Stadtteil Stuttgarts. Ein Polizeigesetz von 1806 war der Katalysator für die Entwicklung des Quartiers. Alle mit „Unreinlichkeit und üblem Geruch“ verbundenen Handwerke sollten aus der eigentlichen Stadt heraus und hier am Stadtrand angesiedelt werden. Dies waren vor allem die Gerber. 1816 gab es 27 Gerbereien im Gerberviertel. Gegerbt wird heute schon länger nicht mehr im Quartier. Der letzte Handwerksbetrieb dieser Art verschwand im Zuge des Zweiten Weltkriegs. Heute findet man sich in einem sehr urbanen Stadtteil wieder, in dem alle Aspekte des innerstädtischen Lebens zu finden sind.

## Nahverkehr
- Busse 43, 44 und 92
- Stadtbahn U1, U2, U4, U9, U14, U34
- S-Bahn

## Kultur und Sehenswürdigkeiten

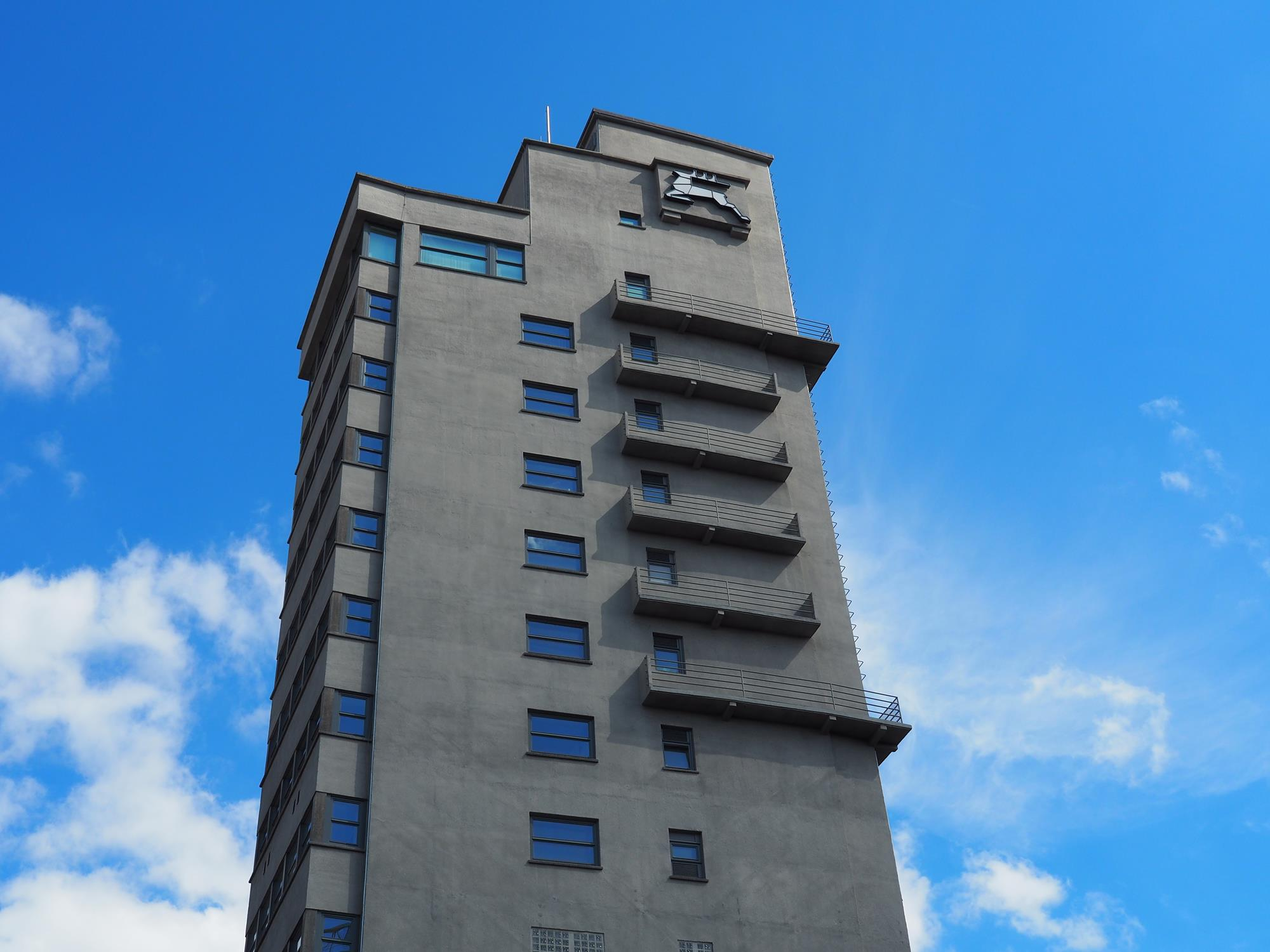
Der Tagblattturm im Stuttgarter Gerberviertel

- Der Tagblattturm im Stuttgarter GerberviertelDer Tagblattturm ist eines der ersten Stahlbetonhochhäuser Deutschlands.
- Stadtmauerreste gibt es in der Krummen Straße und im Innenhof Sophienstraße 23 zu sehen.
- Das Gerber – Stadtkaufhaus mit interessanter Architektur und über 80 Geschäften.
- Gerberviertelfest jährlich im September. Veranstaltet vom Gerberviertel e.V.[4]
- Altes Schauspielhaus, erbaut 1909, ist eines der führenden Sprechtheater in Baden-Württemberg.[5]
- Das Theater Junges Ensemble Stuttgart ist ein bedeutendes Kinder- und Jugendtheater.[6]